# Старонижестеблиевская
Старонижестебли́евская — станица в Красноармейском районе Краснодарского края.
Административный центр Старонижестеблиевского сельского поселения.
Население — 10 260 жителей (2010), второе место в районе после станицы Полтавской.

## География
Расположена на Ангелинском ерике в дельте Кубани, в 20 км восточнее станицы Полтавской. Железнодорожная станция Ангелинская на ветке Тимашёвск — Крымск.
|  |

## История
- Куренное селение Нижестеблиевское основано в 1794 году[2] Черноморскими казаками, названа по имени Ныжнестеблиевського куреня Запорожской Сечи. С 1815 года[2] — Старонижестеблиевское, после основания Новонижестеблиевского селения.
- До 1920 года входила в Темрюкский отдел Кубанской области[3].
- В 1934—1953 годах станица являлась центром Ивановского района.

## Население
| 1939 | 1959  | 1979    | 2002    | 2010    | 2021    |
| ---- | ----- | ------- | ------- | ------- | ------- |
| 9616 | ↘9410 | ↗10 655 | ↘10 344 | ↘10 260 | ↘10 196 |

## Известные люди
- Астрахов, Фёдор Михайлович (1919—1985) — участник Великой Отечественной войны 1941—1945 гг., полный кавалер ордена Славы. Проживал в станице последние годы жизни.[9]
- Борзилов, Семён Васильевич — генерал-майор танковых войск, погиб на фронте в Великой Отечественной войне.
- Грабин, Василий Гаврилович — военный конструктор, уроженец станицы.
- Евтушенко, Алексей Евтихиевич — полный кавалер ордена Славы[10].
- Концевич, Григорий Митрофанович — композитор, руководитель Кубанского казачьего хора, профессор.
- Чигрин, Григорий Матвеевич — Герой Советского Союза.
- Ткаченко, Пётр Иванович — писатель, литературный критик, прозаик, публицист. Издатель первого словаря кубанского диалекта за всю его историю.